# Alexis Hubert Robillard
Alexis Hubert Robillard (1782-1864) est un ingénieur et archéologue français, inspecteur général des ponts et chaussées et président de la Société libre d'agriculture, sciences, arts et belles-lettres de l'Eure.

## Biographie
Élève de l'École polytechnique et de l’école des ponts et chaussées en 1804, il est nommé ingénieur en 1808.
Affecté dans l'Yonne pour assister l'ingénieur en chef Sutil au canal de Bourgogne, il y construit une grande partie du versant Yonne, dont des maisons et est le concepteur du réseau d'eau de la ville d'Auxerre. En 1809, le ministre de l'Intérieur Montalivet lui écrit en personne une lettre pour le féliciter de la clarté de son projet de pont sur le canal de Bourgogne. Il devient l'ingénieur en chef du canal de Bourgogne.
Travaillant également aux côtés du jeune Jacques Henri Chanoine, futur inventeur des barrages à hausses mobiles. Durant cette période, il est chargé également du Canal du Nivernais par intérim.
En 1835, il est envoyé à Évreux, dans l'Eure.
S’occupant de fouilles archéologiques, il s'occupe des antiquités de la vallée de l'Armançon et dirige notamment les chantiers du site archéologique gallo-romain de Gisacum, au Vieil-Évreux, qu'il met au jour. La découvrant, il y met au jour les thermes, le théâtre, la basilique, un aqueduc…,. Il préside la Société libre d'agriculture, sciences, arts et belles-lettres de l'Eure pour l'année 1837-1838.

## Publications
- Cours général de l'Yonne d'Auxerre à Montereau, 1833
- Esquisse d'un projet de port à construire sur la rivière d'Eure par la ville de Louviers : élévation et coupe générale, 1847